# 1 fenig wzór 1917
1 fenig wzór 1917 – moneta jednofenigowa, wprowadzona do obiegu w Generalnym Gubernatorstwie Warszawskim 16 lutego 1917, wycofana z obiegu w II Rzeczypospolitej dnia 1 lipca 1924 w wyniku reformy walutowej Władysława Grabskiego.
Jednofenigówkę wzoru 1917 bito przede wszystkim w roku 1918. Monety z datą 1917 traktowane są niekiedy jako próbnego bicia.

## Awers
W centralnym punkcie umieszczono orła w koronie, z dużą dodatkową koroną nad głową, po dwóch stronach ogona litery F F – znak mennicy w Stuttgarcie.

## Rewers
Na tej stronie monety znajduje się cyfra 1, poniżej napis „FENIG”, a pod nim rok 1917 lub 1918, z pojedynczymi gwiazdkami przed i po dacie, dookoła napis „KRÓLESTWO POLSKIE”.

## Nakład
Mennica w Stuttgarcie biła monety na krążkach stalowych o średnicy 15 mm i masie 1,75 grama, z rantem gładkim, według wzoru nieznanego na przełomie XX i XXI w. projektanta.
Niektóre katalogi podają informację, że krążki mennicze były poddawane specjalnemu procesowi cynkowania cienką warstwą, zwanym po niemiecku sheradisierung.
Nakłady monety w poszczególnych rocznikach wynosiły:
| Lp. | Rocznik | Nakład (sztuk) | Uwagi                                    | Zdjęcie |
| --- | ------- | -------------- | ---------------------------------------- | ------- |
| 1   | 1917    | nieznany       | najczęściej mocno zniszczone egzemplarze |         |
| 2   | 1918    | 51 484 000     |                                          |         |

## Opis

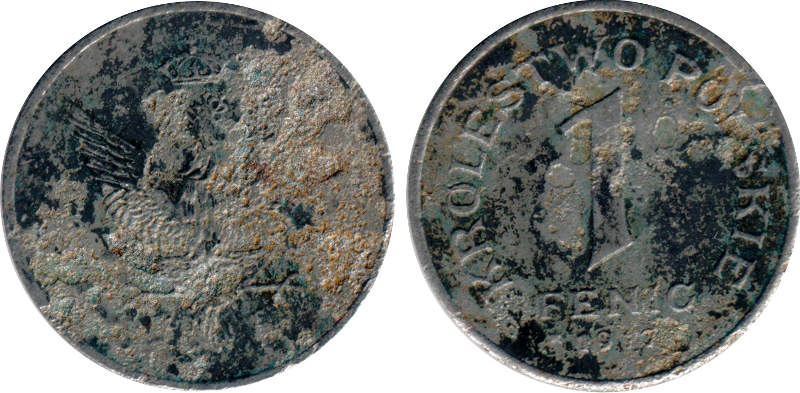
Mocno zniszczony 1 fenig 1917 (typowy stan egzemplarzy tego rocznika występujących na rynku kolekcjonerskim w latach 20. XXI w.)

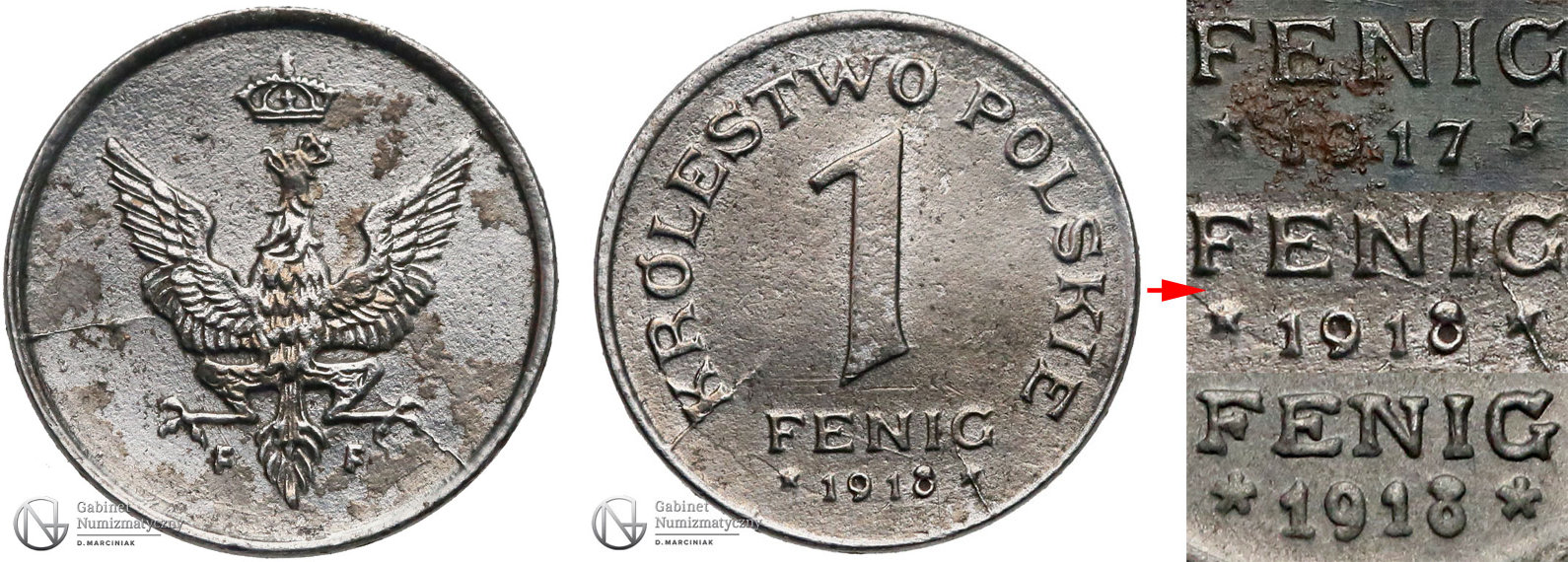
Rzadki 1 fenig 1918 z rysunkiem rewersu jak 1917

Do roku 1967 w katalogach nie odnotowywano faktu istnienia jednofenigówek z roku 1917. W końcu lat 60. XX wieku pojawiła się wśród kolekcjonerów informacja, że znalezione egzemplarze są zezłomowanymi monetami uszkodzonymi w wyniku pożaru mennicy. Na stronach internetowych firmy Münzenversanhaus Reppa GmbH umieszczona jest informacja, że jedyny potwierdzony dokumentami pożar mennicy w Stuttgarcie miał miejsce po bombardowaniach 20 i 25 lutego 1944 roku. Metal wydobyty z gruzów, w tym monety, przekazano do składnicy złomu. Dopiero w roku 1967 dwóch anonimowych obecnie kolekcjonerów uzyskało dostęp do tych zasobów i na rynek w ten sposób trafiły między innymi jednofenigówki z 1917 roku.
Moneta z 1917 roku jest często fałszowana, zazwyczaj poprzez wklejanie w miejsce cyfry 8 egzemplarzy rocznika 1918, cyfry 7 wyciętej z innych niemieckich monet stalowych tego okresu. Znacząca większość nakładu z datą 1918 roku różni się kilkoma istotnymi szczegółami na rewersie, co można zauważyć pod dużym powiększeniem oryginału i tzw. „wklejki”. Najważniejszymi cechami odróżniającymi są:
- krój czcionki np. cyfry 7 roku – w przypadku oryginału daszek cyfry 7 jest lekko falisty w formie znaku „~”, a na wklejce – płaski z krótkim pionowym zakończeniem, które czasami jest usuwane przez fałszerzy
- inaczej prezentują się wielkość i kształt cyfr roku
- dolne zakończenie (podstawy) cyfry nominału 1 – ostre w roczniku 1917, lekko „stępione” (zaokrąglone) dla większości monet rocznika 1918
- kształt i wielkość gwiazdek przed i po cyfrach roku

Istnieją rzadkie egzemplarze rocznika 1918, których wymienione cech są identyczne z oryginalnymi biciami z 1917 r.
W obrocie kolekcjonerskim pojawiają się czasami jednofenigówki rocznika 1918 bite stemplem lustrzanym.